# 宮廷道化師

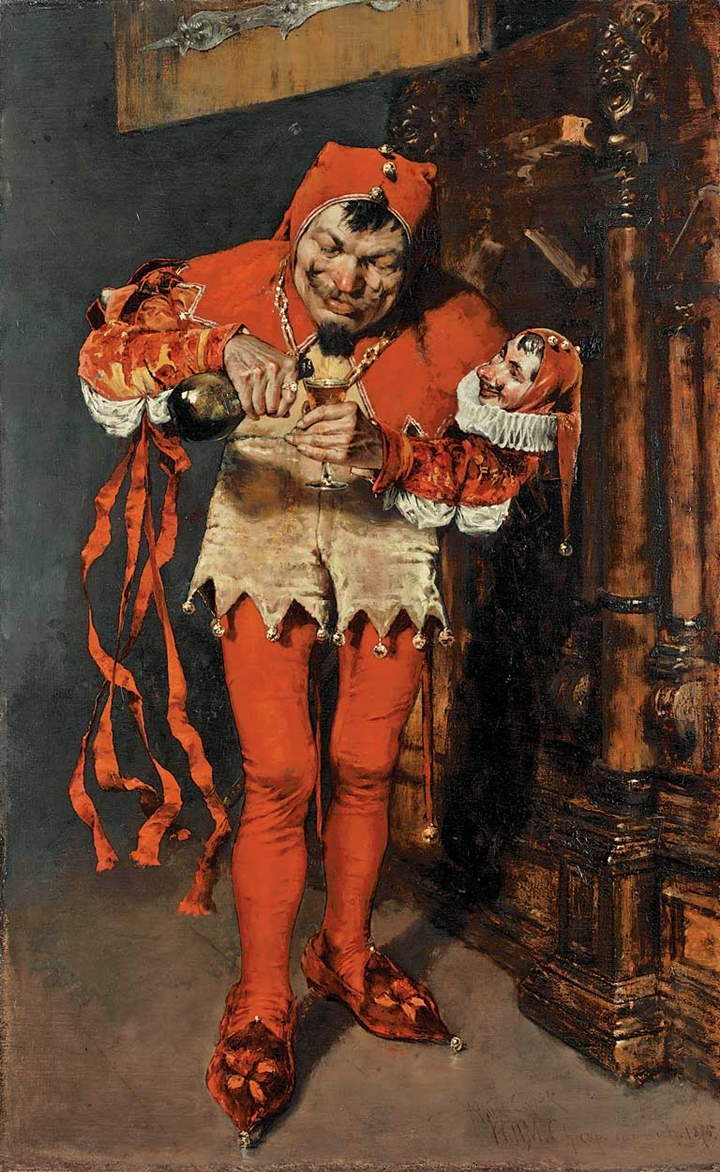
ウィリアム・メリット・チェイスによる宮廷道化師。

宮廷道化師（きゅうていどうけし、英: jester）とは、王侯貴族に雇われた道化師・エンターテイナー。
世界各地に存在したが、特に中世ヨーロッパとテューダー朝イギリスの者を指す。現代でもヨーロッパの歴史再現の催し物で見ることができる。中世の宮廷道化師は色鮮やかなまだら模様（英: motley）の服装と風変わりな帽子を被っており、先にあげた現代のものはこの服装を模倣している。中世の宮廷道化師たちは、物語を語ったり、歌や音楽、アクロバットやジャグリング、奇術など様々な芸を披露して楽しませてきた。また、おどけた調子で芸を披露し、当時の事柄や人物を笑いにした歌や話を創作した。

## 名称について
「宮廷道化師」を意味するjesterという英語は16世紀半ば、テューダー朝の時代までは使用されていなかった。この時期よりも前は様々な名称で呼ばれていた。例えばgestourやjestour、fol、disour、bourderなどである。これらの名称を持つものは、それぞれ得意とする分野は違うが観客を楽しませる役割において多くの類似点を見ることのできるものである。

## 王・貴族との関係

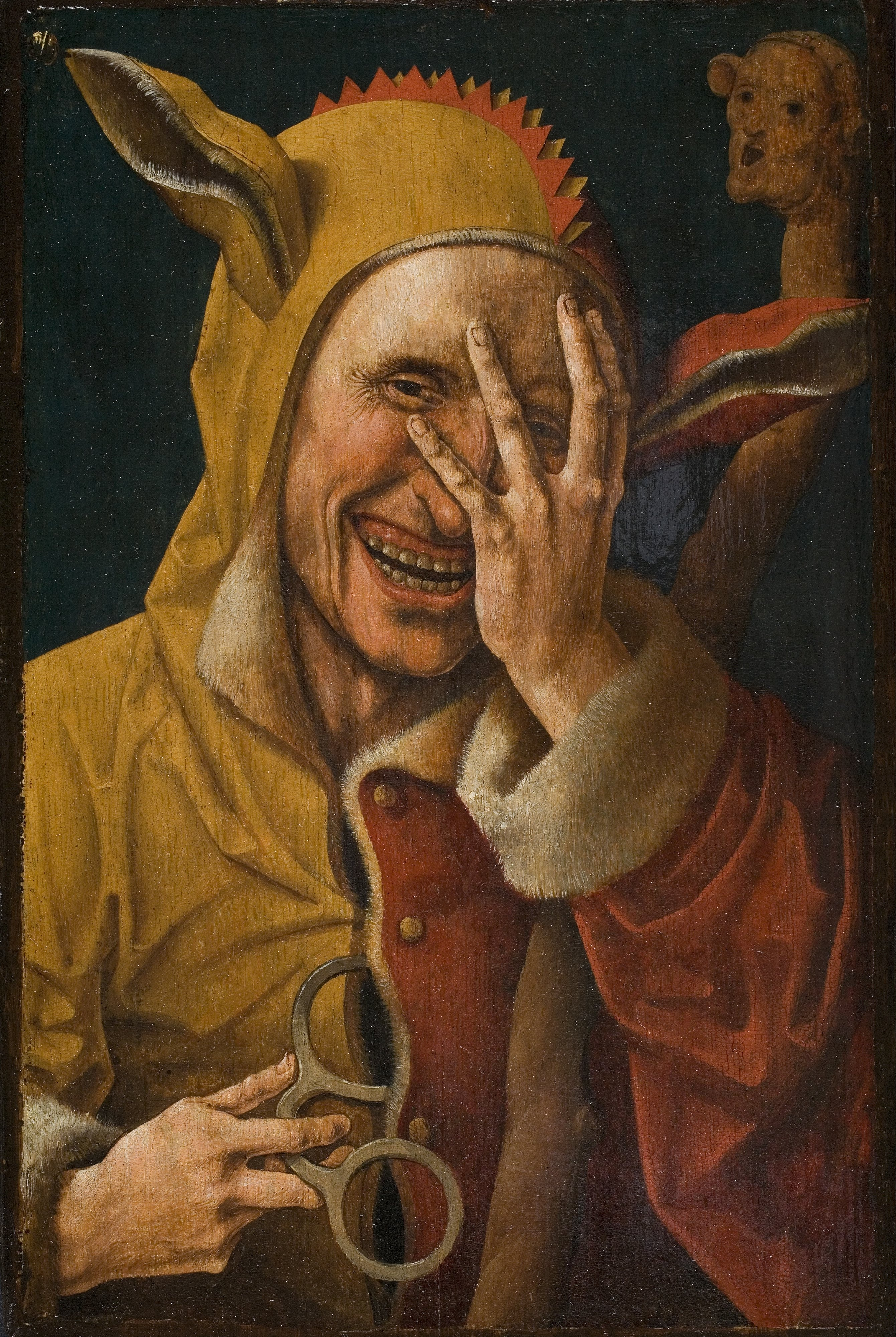
笑う道化師、1500年頃。

ロイヤル・シェイクスピア・カンパニーは愚者の役割について、以下のように述べている。

王家では古くは愚者を雇い、中世には宮廷道化師を召抱えていました。ルネサンス期には英国の貴族たちは自由な振る舞いを認めた道化師を召抱えていました。彼らは他の召使いと同様の服装なこともありましたが、多くはまだら模様のコートとロバの耳がついたフードか道化の帽子と鈴を身につけていました。ペットかマスコットのように扱われ、主人を楽しませるためだけでなく批判をするために仕えていました。エリザベス1世は彼女の道化師に対し、あまりにも（主人に対する批判が）厳しすぎると叱責したそうです。しかしながら行き過ぎた行動は鞭打ちにつながるかもしれません、リア王が道化師を脅したときのように。

愚者は2つのタイプに分けることが出来る。先天的なものと自由な言動を認められたものである。両者はともにその振る舞いを許されていたが、前者は愚かしくまたは狂っているように見えるので「どうしようもない」という理由からその言動を許されていた。後者は取り決めによってその言動を許されていた。

愚者であることは王家や貴族の間では特権の一つとして認められていました。その愚かさは狂人のたわごととみなされることもありましたが、多くの場合は神聖なものに触発された結果とみなされました。「自然な」愚者は神に触れられたのです。ゴネリルの不快感の多くは、リア王が好き勝手にさせた愚者が特権的地位を享受していることにあります。彼の特徴的な言葉は人工的なものではなく「自然な」愚者であることを示していますが、その洞察力やウィットから見えるものは馬鹿とは程遠い人物です、やはり「触れられた」存在なのでしょう。

デビッド・カーライオンは怪しげな伝承から生まれた「大胆不敵で政治的な道化師」に疑問を投げかけている。カーライオンは、”大衆文化がピエロに対して持つ感傷的なイメージを、作家が道化師で再生産しているのである。学術分野ではトリックスターが同様で、分析としてあやまっている”、と自らの説を結んでいる。
道化師は誰もが伝えたくないような悪い知らせを王に伝えることができた。最良の例としては、1340年にフランス艦隊がスロイスの海戦でイングランドに敗れた際の逸話がある。フィリップ6世の道化師は「イングランドの船乗りは勇敢なフランス人のように海に飛び込む勇気は持ち合わせていないでしょう」と語った。

## 歴史

### イギリス

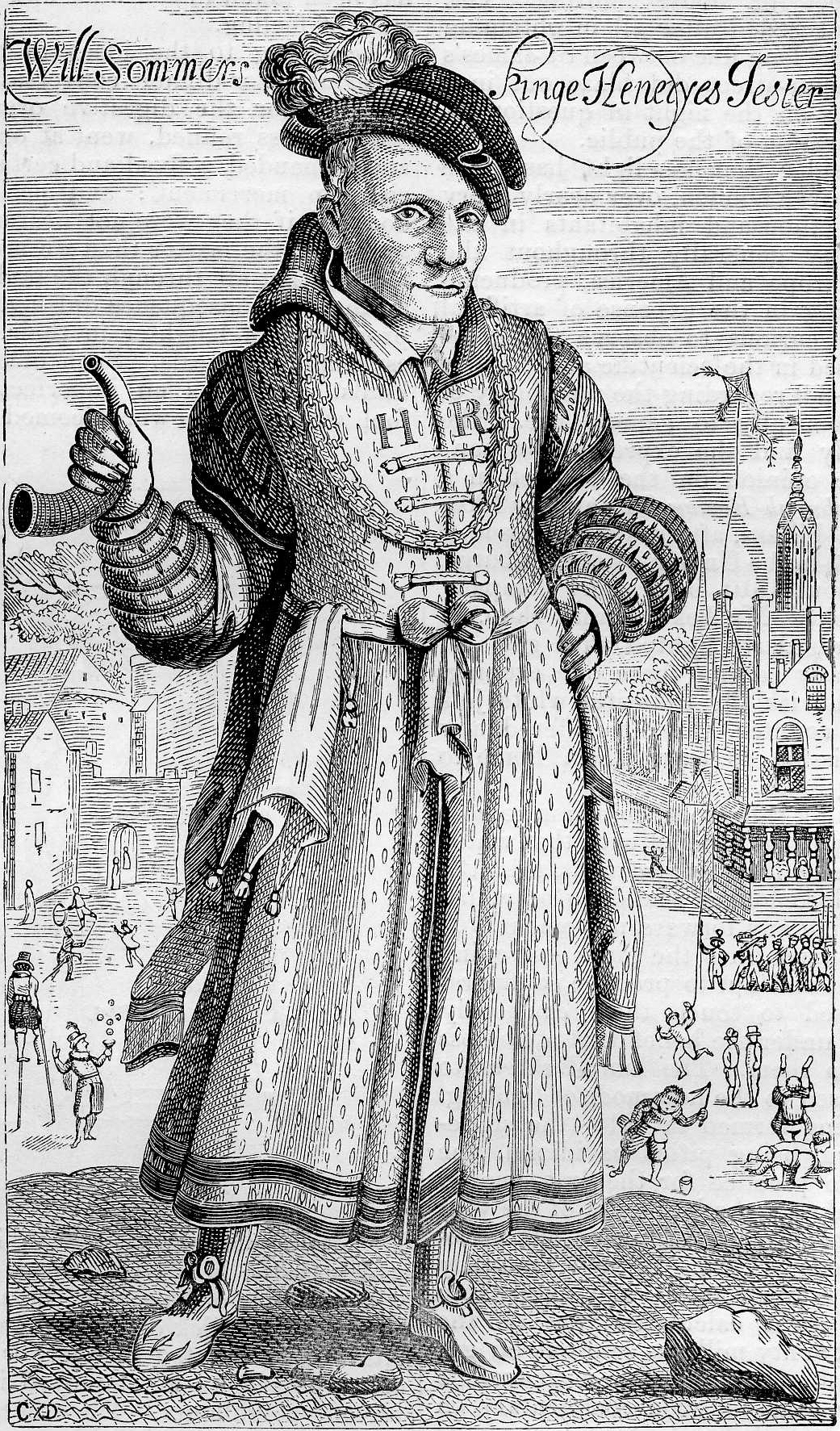
ヘンリー8世の道化師ウィル・ソマーズ、17世紀の版画。

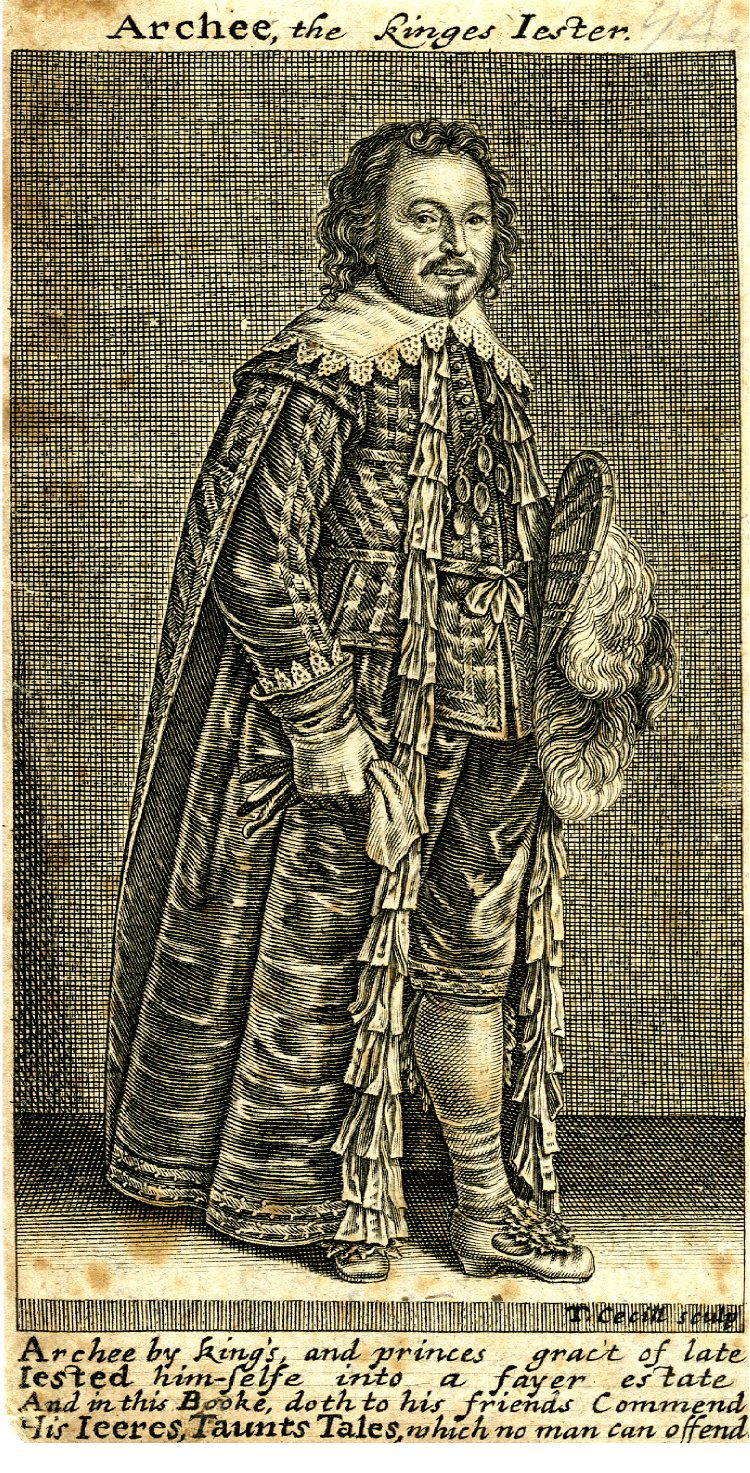
ジェームズ1世 (イングランド王)とその息子チャールズ1世 (イングランド王)に仕えたアーチボルト・アームストロング。辛辣な毒舌が愛され、王の側近ジョージ・ヴィリアーズ (初代バッキンガム公)や大司教ウィリアム・ロードさえも痛罵したことで知られる。

イングランドの王家は代々エンターテイナーや、自由な言動を認められた職業的な愚者を召抱えてきた。芸人は音楽やジャグリング、曲芸、謎かけなどを披露した。ヘンリー8世はウィル・ソマーズという名の道化師を召抱えていた。
エリザベス1世とジェームズ1世が治めていた頃、ウィリアム・シェイクスピアは後に国王一座と呼ばれる宮内大臣一座で脚本を書き、演じた。道化師たちはシェークスピアの劇に登場し、Fooled upon Fooleを著したロバート・アーミンは道化役を得意としていた。十二夜に登場する道化師フェステのセリフには「賢いからこそ馬鹿を演じられる」というものがある。
スコットランド王ジェームズ6世もまたアーチボルド・アームストロングという道化師を召抱えていた。アームストロングは非常に大きな栄誉を与えられていたが、過度に思い上がり、あまりにも多くの人々を侮辱したため王宮を追放された。このことは不名誉なことであったにもかかわらず彼の言動を記した本はロンドンで販売された。彼の影響力はチャールズ1世の治世におけるアイルランドの植民地化の頃はまだいくらか残っていた。チャールズ1世は後にジェフリー・ハドソンという非常に人気のある忠実な道化師を召抱えた。彼は身長が低く「忠実なドワーフ（矮人）」と称された。彼の芸の一つは巨大なパイに隠れて、そこから跳躍して現れるものであった。彼はイングランド内戦では王党派である騎士党として戦った。マックル・ジョンはチャールズ1世の３番目の道化師である。

### 伝統の終焉

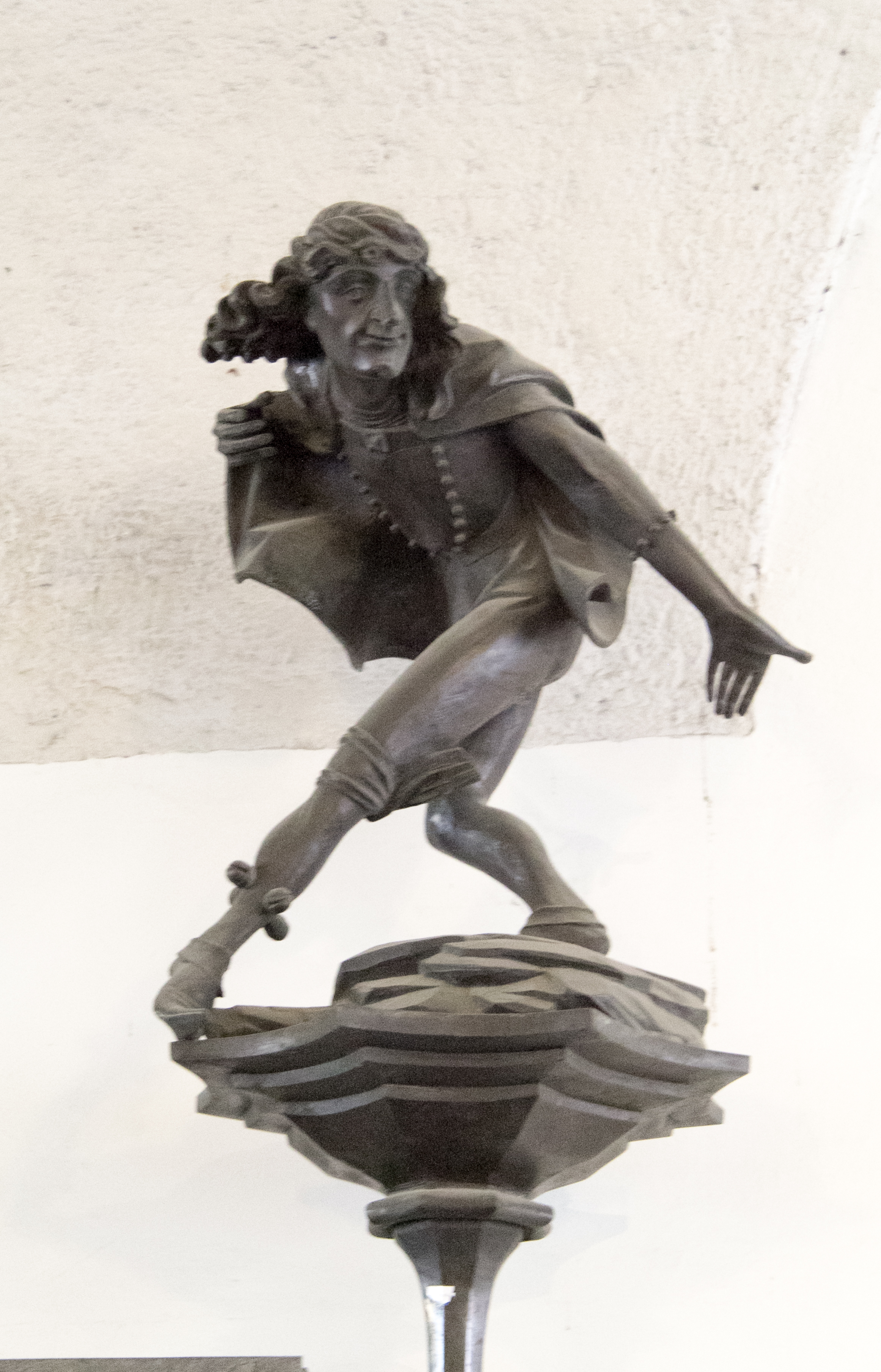
ミュンヘンの旧市庁舎にあるドイツの道化師像。

チャールズ1世がイングランド内戦で敗れたとき、英国における伝統的な宮廷道化師の歴史は終焉を迎えた。護国卿オリバー・クロムウェルが治めるイングランド共和国に道化師の居場所は存在しなかった。イングランドの演劇界も痛手を受け、相当な数の役者たちがいくらか状況の良いアイルランドへと移った。
王政復古後のイングランドではチャールズ2世は宮廷道化師の伝統を復活させなかったが、演劇界を強力に支援した、特にトマス・キリグルーを好んでいた。キリグルーは道化師ではなかったが、サミュエル・ピープスは彼の有名な日記で「王の道化師である、人をあざけったり罵ったりしても罰を与えられることはない権力を持っている」（1668年2月12日）と評した。英国貴族で最後まで道化師を召抱えていたのはエリザベス2世の母親の家系であるボーズ＝ライアン家であった。
18世紀にはロシアとスペイン、ドイツを除いて道化師はいなくなった。
フランスとイタリアでは、旅回りの道化師たちはコンメディア・デッラルテにおいて様式化された人物としてパフォーマンスを行った。これは英国のパンチとジュディという人形劇の元となった。フランスではフランス革命とともに道化師の伝統は幕を下ろした。
1968年に伝統ある古くからの愚者を復活させるため、カナダ政府の組織であるカナダ芸術評議会はバンクーバーのJoachim Foikisに3500ドルの助成金を与えた。
21世紀になっても、道化師は中世をモチーフにした祭りやパジェントで見ることができる。

### その他の地域
古代エジプトにはファラオを楽しませる道化師がいた。ペルシアやアステカにも宮廷道化師がいた。古代ギリシア・ローマの「伴食者」や、中国の優施・優旃・鏡新磨も宮廷道化師と言える。日本では13世紀から18世紀にかけて、大名に仕える「幇間」（別名を太鼓持ち、男芸者など）という存在があった。彼らは主に踊りや話術を得意とし相談役や世間話の相手となった。

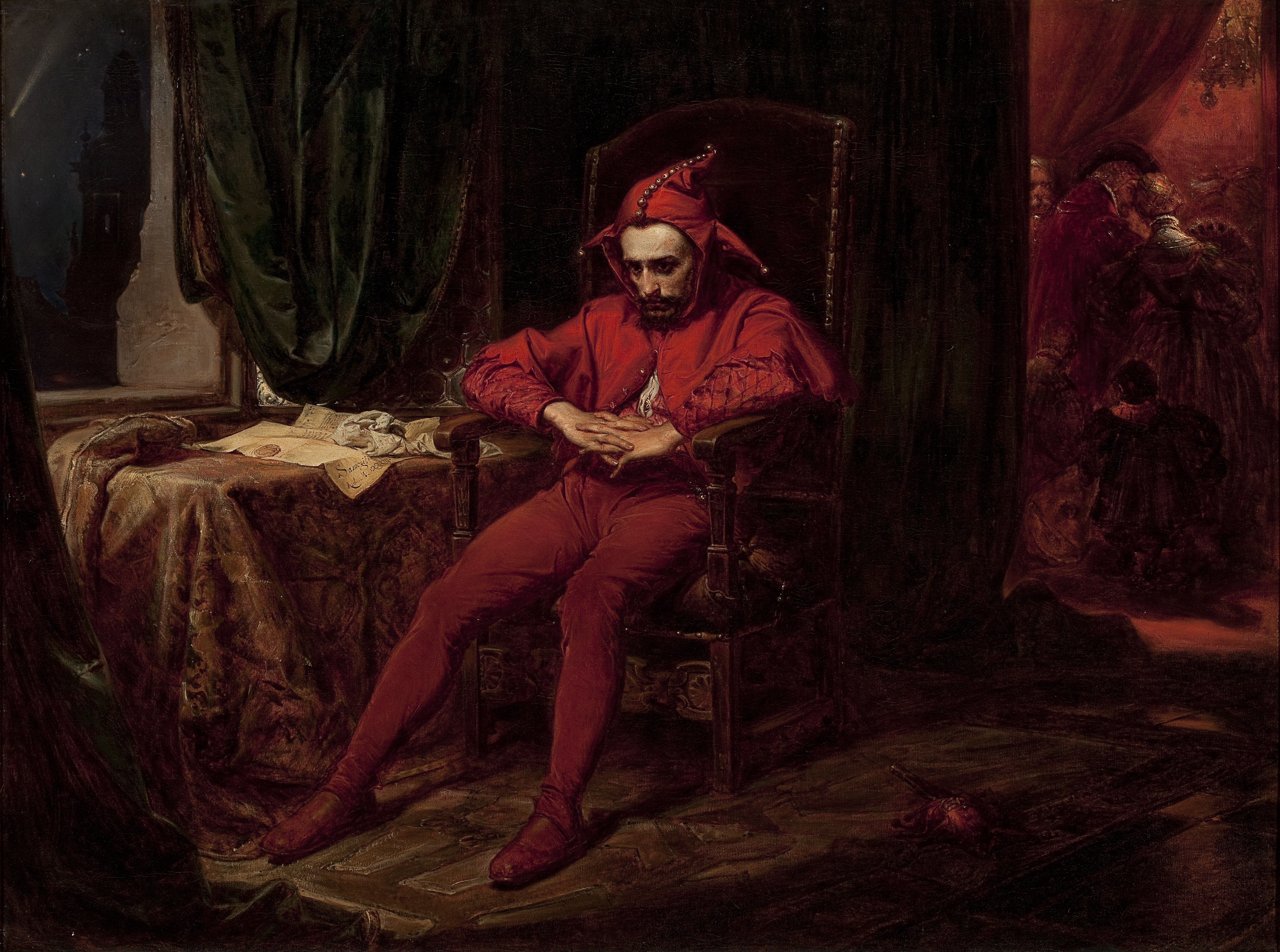
ヤン・マテイコによるスタンチク
1514年の宮廷舞踏会、スモレンスクがロシアによって陥落した報せを受けて悩む宮廷道化師

ポーランドの有名な宮廷道化師スタンチクは政治に関した冗談を話し、後にポーランド人の歴史的な人物となった。
ドイツでは中世から民間伝承に伝わるティル・オイレンシュピーゲルがいる。彼は宮廷道化師のように権力や権威をからかい政治を風刺した。
17世紀のスペインでは小人や奇形を持つもの、特にそういった子供たちは道化師として王家に召抱えられていた。ベラスケスはラス・メニーナスに2人の小人を描いている。マリア・バルボラとニコラ・ペルトサートである。
マリア・バルボラはフアン・バウティスタ・マルティネス・デル・マソの喪服姿の「皇妃マルガリータ・デ・アウストリア」にも描かれている。ベラスケスは「バルタサール・カルロス王子と小人」のように他にもいくつか宮廷に仕えた小人を描いている。

## シンボルとしての宮廷道化師

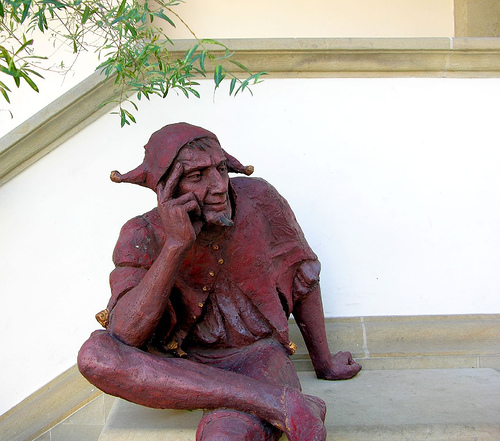
ポーランドのニエポウォミツェにある道化師像

foolの語源はラテン語のfollis、「風の袋」または空気や息が入っているもの、に由来する。

### タロットにおける愚者
タロットにおいて愚者は大アルカナの最初のカードである。タロットにおける愚者は、足元に犬（時に猫）を連れてのんきにジャグリングをしている男（時に女のこともある）が描かれている。愚者は無意識のうちに崖の端に向かって歩いている。他にも死神としても描かれている。中世では死神はよく道化師の服装で描かれる。これは「最後に笑うのは死神だ（The last laugh is reserved for death.）」というフレーズに由来する。また道化師がどんな地位の人間でも楽しませるように、死は全ての人間に平等である。

### 文学における宮廷道化師
文学においては、道化師は常識と誠実さの象徴である。特にリア王において宮廷道化師は、自由に発言できる権利を生かし主君に対し洞察と助言を行う人物である。これは彼が地下牢に囚われたときに同じ助言を「より優れた」人間からされることで痛烈な皮肉となっている。最も身分の卑しい道化師が最も正しい助言者となっているのである。

## 現代
現代の英語でbuffoonは風変わりな見た目や言動で楽しませてくれるものに対する呼称。元々は馬鹿げているが面白い人間を表す言葉だった。この言葉は、悪ふざけをしたり下品な冗談を言うものに軽蔑的な意味合いで使われることがままある。この言葉は頬を膨らませるという意味の古いイタリア語のbuffareに由来する。
オランダのカーニバルでは現地方言のキャバレーパフォーマンスとして残されている。ブラバントではtonpraoterもしくはsauwelaarと呼ばれ樽の中に入ってパフォーマンスを行う。リンブルフではbuuttereednerもしくはbuutterednerと呼ばれ、ゼーラントではouwoerと呼ばれる。彼らは現在の問題について現地の方言で語る。時に地元の状況や有名人、政治家たちを笑いものにする。TonpraoterもしくはBuuttereednerは道化師の後継者とみなせるだろう。
トンガは近代に入って宮廷道化師を任命した初めての国家である。国王タウファアハウ・トゥポウ4世は1999年にジェシー・ボグダノフを宮廷道化師に任命した。ボグダノフは後に投資に関してのスキャンダルを引き起こした。
2004年イングリッシュ・ヘリテッジはナイジェル・ローダー（道化師ケスター）を国家的な道化師に任命した。355年前の王家に仕えた最後の道化師マックル・ジョン以来初めてのことだった。しかし道化師組合から異議が唱えられ、イングリッシュ・ヘリテッジは任命する権限が無いことを認めた。